# داویدوواتس (سورییگ)
داویدوواتس (به صربی: Davidovac) یک منطقهٔ مسکونی در صربستان است که در سورییگ واقع شده‌است. داویدوواتس ۱۹۹ نفر جمعیت دارد.